# 中国人民解放军海军政治工作部
中国人民解放军海军政治工作部，位于北京市，是中国人民解放军海军机关职能部门，负责中国人民解放军海军政治工作。

## 沿革
1950年4月14日，中央军委海军领导机构在北京成立。下设中国人民解放军海军政治部。
2016年，在深化国防和军队改革中，中国人民解放军海军政治部改为中国人民解放军海军政治工作部。

## 机构设置
- 组织局[3]
- 干部局[4]
- 兵员和文职人员局[5]
- 宣传局[6]
- 群工联络局[7]

……
直属单位
- 人民海军报社
- 海政宣传文化中心报社[需要更多来源]
- 海政宣传文化中心出版社[8]
- 原中国人民解放军海军政治工作部文工团、中国人民解放军海军政治工作部电视艺术中心、中国人民解放军海军政治工作部创作室等单位，部分并入2018年12月成立的海军政治工作部宣传文化中心文化服务站[9][需要更多来源]

……

## 历任领导
| 中国人民解放军海军政治部主任 1. 刘道生（1950年4月—1953年11月，副政治委员兼） 2. 苏振华 上将（1953年11月—1957年2月，副政治委员兼） 3. 段德彰 少将（1957年2月—1962年6月） 4. 张秀川 少将（1962年6月—1968年8月） 5. 张敬一（1968年12月—1971年11月） 6. 刘居英（1972年5月—1975年8月） 7. 王 昕（1975年8月—1978年5月，副政治委员兼） 8. 邓楚白（1978年5月—1981年1月） 9. 李君彦（1981年2月—1982年8月，副政治委员兼） 10. 刘友法（1982年8月—1985年7月） 11. 佟国荣 海军中将（1985年7月—1992年11月） 12. 杨怀庆 海军少将（1992年11月—1993年12月） 13. 胡彦林 海军中将（1993年12月—2000年6月） 14. 毕惠义 海军中将（2000年6月—2004年12月） 15. 童世平 海军中将（2004年12月—2005年12月） 16. 范印华 海军中将（2005年12月—2008年7月） 17. 徐建中 海军中将（2008年7月—2009年6月） 18. 王兆海 海军中将（2009年6月—2011年6月） 19. 马发祥 海军中将（2011年6月—2013年7月） 20. 丁海春 海军中将（2013年7月—2014年12月） 21. 杨世光 海军少将（2014年12月—2016年） 中国人民解放军海军政治工作部主任 1. 杨世光 海军中将（2016年—2017年4月） 2. 陈学斌 海军中将（2017年12月—2018年5月） 3. 王征 海军少将（2018年5月—） | 中国人民解放军海军政治部副主任 - 段德彰 少将（1952年7月—1957年2月） - 李君彦 少将（1956年11月—1967年1月） - 张雄 少将（1959年10月—1963年8月） - 郭炳坤 少将（1961年2月—1967年1月） - 苏启胜 少将（1961年2月—1967年2月） - 师凤翔（1969年2月—1972年） - 李镜如（1971年5月—1975年8月） - 郭开峰（1973年7月—1983年8月） - 杨宝镶（1973年7月—？） - 钟书之（1973年7月—？） - 李君彦（1973年7月—1975年8月） - 郭炳坤（1973年7月—1974年7月） - 柴启琨（1975年8月—1979年3月，第一副主任） - 江学彬（1978年6月—1983年8月） - 佟国荣（1984年9月—1985年7月） - 杜果 海军少将（1985年8月—1990年7月） - 杨国良 海军少将（1985年8月—1990年7月） - 周坤仁 海军少将（1987年11月—1990年8月） - 杨怀庆 海军少将（1990年7月—1992年10月） - 唐天标 海军少将（1992年10月—1993年6月） - 陈先锋 海军少将（1992年10月—1998年9月） - 杨振明 海军少将（1992年10月—2002年12月） - 冷宽 海军少将（1993年6月—1995年8月） - 毕惠义 海军少将（1998年12月—2000年6月） - 刘晓江 海军少将（1998年12月—2001年6月） - 张双虎 海军少将（2000年6月—2004年7月） - 刘纪林 海军少将（2000年12月—？） - 张宗银 海军少将（2002年1月—2004年7月） - 姚文怀 海军少将（2004年12月—2010年） - 渠承军 海军少将（2005年12月—？） - 王金中 海军少将（2006年12月—2009年5月） - 李斌 海军少将（2009年11月—2014年） - 余献义 海军少将（2009年—2010年） - 高长清 海军少将（2010年11月—？） - 郑亨斌 海军少将（2012年—2015年） - 朱谦 海军少将（2014年12月—2016年） - 康非 海军少将（2015年3月—2015年7月） - 夏平 海军少将（2015年12月—2016年） 中国人民解放军海军政治工作部副主任 - 夏平 海军少将（2016年—） - 曹新元 海军少将（2016年—） |

中国人民解放军海军政治部顾问
- 袁意奋（1975年9月—1977年8月）
- 李镜如（1975年9月—1981年2月）
- 聂洪国（？—？）
- 柴启琨（1983年8月—1985年7月）
- 郭开峰（1983年8月—1985年7月）